# Didier Six
Didier Six, auch Dündar Siz (* 21. August 1954 in Lille), ist ein ehemaliger französischer Fußballspieler und -trainer. Er besitzt auch die türkische Staatsbürgerschaft.

## Vereinskarriere
Während seiner Karriere hat er unter anderem bei US Valenciennes (1972–1977, Rückrunde 1986/87), RC Lens (1977/78), Olympique Marseille (1978–1980), Cercle Brügge (Hinrunde 1980/81), Racing Straßburg (Rückrunde 1980/81, Hinrunde 1986/87), VfB Stuttgart (1981–1983), FC Mulhouse (1983/84), Aston Villa (1984/85), FC Metz (1985/86), Galatasaray Istanbul (1987/88) und VfB Leipzig (1991/92) gespielt. Zuletzt war er für Strasbourg FCSK 06 aktiv (1995 bis 1996).
Der dribbelstarke Außenstürmer erzielte für den VfB Stuttgart in 59 Bundesligaspielen 23 Tore. Seine höchste Platzierung in der 1. Bundesliga war 1983 ein dritter Platz und damit die Qualifikation für den UEFA-Pokal. Unter dem auf Jürgen Sundermann folgenden Trainer Helmut Benthaus geriet seine nicht immer effiziente Spielweise (Zitat: „Six: mal alles, mal nix“) in die Kritik und mündete trotz großer Proteste der Fans in seine Entlassung durch den damaligen Präsidenten Gerhard Mayer-Vorfelder.
In der Türkei spielte er unter dem Namen Dündar Siz.

## Nationalmannschaft
Didier Six war Linksaußen der französischen Nationalmannschaft, unter anderem bei den Fußball-Weltmeisterschaften 1978 und 1982. Sein größter Erfolg war der Gewinn der Europameisterschaft 1984 im eigenen Land. Für die Équipe Tricolore bestritt er zwischen März 1976 und Juni 1984 insgesamt 52 Spiele und erzielte dabei 13 Treffer. Sein letztes Länderspiel war die Halbfinalpartie gegen Portugal bei der EM; im Endspiel gegen Spanien (2:0) wurde Six nicht eingesetzt. Er nahm auch am legendären WM-Halbfinale 1982 gegen die BR Deutschland teil, das Frankreich mit 7:8 n. E. verlor – und Six war einer der beiden Franzosen, die ihren Elfmeter verschossen.

## Trainer
Didier Six trainierte ab 1986 Racing Strasbourg, von 1992 bis 1993 den Strasbourg FCSK 06, von 2004 bis 2005 JS Audun-le-Tiche und von 2011 bis 2014 die Nationalmannschaft von Togo. Von Januar bis Mai 2015 betreute er die Nationalmannschaft von Mauritius. Von September 2019 bis Oktober 2021 war er Trainer der Fußballnationalmannschaft von Guinea.

## Erfolge
- Türkischer Meister 1988
- Türkischer Pokalsieger 1988
- Europameister: 1984
- WM-Vierter 1982